# Вальтух, Марк
Марк Вальтух (итал. Marco Wahltuch; 1830, Одесса — 27 января 1901, Пиза) — итальянский драматург, публицист и переводчик еврейского происхождения. Брат Адольфа Вальтуха.

## Биография
Выучив итальянский язык, бо́льшую часть жизни прожил в Италии — в Анконе, Неаполе, Флоренции, Ливорно и Пизе. Начал литературную деятельность с публикации в Одессе сборника стихотворений А. С. Пушкина в своём переводе на итальянский (итал. Poesie di A. Puschkin; 1855).
Опубликовал серию стихотворных драм на итальянском языке на библейские темы: «Авессалом» (итал. Assalonne; 1857), «Самсон» (итал. Sansone; 1859), «Иевфай» (итал. Jefte; 1862) и «Иов» (итал. Giobbe; 1872); Э. Камерини указывал на то, что они написаны под влиянием Витторио Альфьери.
Одновременно увлёкся спиритуалистской философией, выпустил несколько книг соответствующего содержания:
- «Психография, или Описание души» (итал. Psicografia, Ossia Descrizione dell' Anima con Segni Sensibili, Preceduta da una Nuova Veduta Sopra Alcuni Punti Cardinali della Filosofia Obiettiva; 1870),
- «Человеческая душа в её состоянии исходном, земном и будущем» (итал. L'Anima Umana nel Suo Stadio Oriundo, Terrestre e Futuro; 1875),
- «Всеобщая антропобиотика, или Жизнь души и тела в здоровом, больном и выздоравливающем состояниях» (итал. Antropobiotica Generale, Ossia la Vita dell' Anima e del Corpo nella Condizione Sana, Inferma, e Convalescente; 1879),
- «Психографическая симвология» (итал. Simbologia psicografica; 1892).

Напечатал также памфлет «Неопровержимые свидетельства глупостей одного новоявленного псевдодушеведа» (итал. Prove Incontestabili delle Pazzie d'un Pseudo-Alienista Appalesate; 1887), направленный против Чезаре Ломброзо.